# Cartílag elàstic
El cartílag elàstic és una varietat del teixit cartilaginós, que es diferencia del hialí en el fet que conté, a més, fibres elàstiques en la matriu extracel·lular (en el hialí, solament havien fibres col·lagenes del tipus II), té menys substància fonamental amorfa, i menor creixement intersticial, com a conseqüència que té menys grups isogènics.